# Містечко Флауерфілд, штат Мічиган
Флауерфілд Тауншип (англ. Flowerfield Township, Michigan) — цивільне містечко округу Сент-Джозеф у штаті Мічиган США. За переписом 2020 року населення становило 1,587 осіб.

## Географія
За даними Бюро перепису населення США, загальна площа містечка становить 35,8 квадратних миль (93 км²), з яких 35,8 квадратних миль (93 км²) — це суша, і 0,1 квадратна миля (0,26 км²) (0,14 %) — вода.

## Демографія
За даними перепису 2000 року, в містечку проживало 1,592 особи, було 571 домогосподарство та 460 сімей. Щільність населення становила 44,5 осіб на квадратну милю (17,2/км²). Налічувалося 605 житлових одиниць із середньою щільністю 16,9 на квадратну милю (6,5/км²). Расовий склад містечка був таким: 96,04 % — білі, 0,38 % — афроамериканці, 0,88 % — корінні американці, 0,82 % — азіати, 0,69 % — інші раси, і 1,19 % — представники двох або більше рас. Іспаномовні або латиноамериканці будь-якої раси складали 1,44 % населення.
Було 571 домогосподарство, з яких 35,0 % мали дітей віком до 18 років, 69,9 % були подружніми парами, які проживали разом, 5,3 % мали жіночу особу без чоловіка, а 19,4 % не були сім'єю. 16,1 % усіх домогосподарств складалися з окремих осіб, а в 6,3 % проживали окремі особи віком 65 років і старше. Середній розмір домогосподарства становив 2,77, а середній розмір сім'ї — 3,05.
Населення містечка було розподілене: 26,6 % молодше 18 років, 6,8 % від 18 до 24 років, 29,6 % від 25 до 44 років, 26,9 % від 45 до 64 років і 10,1 % осіб у віці 65 років і старше. Середній вік становив 38 років. На кожні 100 жінок припадало 106,2 чоловіка. На кожні 100 жінок віком від 18 років припадало 107,6 чоловіків.
Середній дохід на одну сім'ю в містечку становив 46 897 доларів США, а середній дохід на сім'ю — 51 458 доларів США. Чоловіки мали середній дохід 36 723 долари проти 26 202 доларів для жінок. Дохід на душу населення в містечку становив 19 969 доларів США. Близько 5,0 % сімей і 7,8 % населення перебували за межею бідності, у тому числі 11,2 % у віці до 18 років і 3,3 % у віці 65 років і старше.